# ريتشارد إل. بلوخ
ريتشارد إل. بلوخ (بالإنجليزية: Richard L. Bloch)‏ هو عسكري أمريكي، ولد في 12 يونيو 1920 في بونتياك في الولايات المتحدة، وتوفي في 27 أكتوبر 2018.